# Paleorhinus
Paleorhinus (Grieks: 'oude neus') is een geslacht van uitgestorven basale Phytosauria, bekend uit het Laat-Trias (Laat-Carnien) van Texas en Wyoming, Beieren en mogelijk Polen. Het bevat twee geldige soorten, de typesoort Paleorhinus bransoni en Paleorhinus angustifrons. Paleorhinus had een lengte van ongeveer 2,5 meter.

## Soorten

### Paleorhinus bransoni
Paleorhinus bransoni is de typesoort van Paleorhinus. Hij werd voor het eerst beschreven en benoemd door Samuel Wendell Williston in 1904 op basis van het holotype FMNH UC 632, een complete maar fragmentarische schedel die uitgebreid is gereconstrueerd met gips. Het werd verzameld in Squaw Creek van Fremont County uit de Popo Agie-formatie van de Chugwater Group uit het Carnien. Het holotype werd grondig beschreven door Lees (1907). Hunt en Lucas (1991) verwezen PPM P217 door naar Paleorhinus bransoni. Het is een onvolledige schedel die werd verzameld in Palo Duro Canyon, Randall County, West-Texas, van de Camp Springs-afzetting van de Tecovas-formatie uit het Carnien. Later verwezen Long en Murry (1995) aanvullend materiaal, waaronder geïsoleerde postcraniale overblijfselen, naar Paleorhinus bransoni van de verouderde Cooper Canyon-formatie van de Dockum Group, Howard County uit het Carnien. De complete schedel TMM 31025-172 werd verzameld in Otis Chalk Quarry 1 (ook bekend als SMU 122), TMM 31100-8, 101, 175, 418, 419, 453 werden verzameld in Otis Chalk Quarry 3 en TMM 31185-11, 38 werden verzameld in Otis Chalk Quarry 3A.

### Paleorhinus angustifrons
Paleorhinus angustifrons werd voor het eerst beschreven en benoemd in 1936 door Oskar Kuhn als een soort van Francosuchus. Paleorhinus angustifrons is uitsluitend bekend van het holotype BSPG 1931 X 502, een gedeeltelijke schedel zonder het rostrum en de onderkaken. Het werd verzameld in de Ebrach-steengroeve, bed nummer 9 uit Beieren, Zuid-Duitsland, van de Blasensandstein-afzetting van de Hassberge-formatie uit het Laat-Carnien.
Hunt en Lucas (1991) verwezen ten onrechte naar Francosuchus angustifrons als Ebrachosuchus angustifrons en beschouwden hem en de andere twee soorten Francosuchus broilii en Francosuchus latus als synoniemen van Paleorhinus neukami. Meer recentelijk bleek Paleorhinus neukami nauwer verwant te zijn aan Mystriosuchinae dan aan Paleorhinus en dus werd het geslacht Ebrachosuchus opnieuw als geldig gezien, terwijl Francosuchus angustifrons opnieuw werd toegewezen als Paleorhinus angustifrons, omdat het synapomorfieën deelt met Paleorhinus bransoni en werd gevonden diens zustertaxon te zijn. De andere twee Francosuchus-soorten werden niet naar Paleorhinus angustifrons verwezen omdat ze nomina dubia bleken te zijn omdat hun holotypes tijdens de Tweede Wereldoorlog werden vernietigd.

### Paleorhinuscf.arenaceus
Dzik & Sulej (2007) wezen verschillende schedels, gedeeltelijk in verband liggende postcraniale skeletten en talrijke losse botten van Phytosaurus in verschillende ontogenetische stadia uit Krasiejów, Polen toe aan een Paleorhinus cf. arena. Ze vonden enkele overeenkomsten tussen het materiaal en Paleorhinus bransoni en ook Ebrachosuchus neukami of Francosuchus angustifrons (ten onrechte aangeduid als Ebrachosuchus broili), evenals enkele duidelijke verschillen met Parasuchus. De vorm van de externe mandibulaire fenestra van het materiaal leek op die van Zanclodon arenaceus maar wordt ook gedeeld met de proterochampside Chanaresuchus bonapartei. Zanclodon arenaceus werd gesuggereerd de oudste betrouwbaar gedateerde phytosauriër te vertegenwoordigen en werd in de loop der jaren opnieuw toegewezen aan verschillende Phytosaurus-soorten, waaronder Belodon, Mystriosuchus en Phytosaurus. Hoewel Hungerbühler (2001) Zanclodon arenaceus beschreef als niet behorend tot de Phytosauria en het beschouwde als Archosauria incertae sedis, merkten Dzik & Sulej (2007) op dat het holotype niet significant verschilt van overeenkomstige delen van de juveniele Paleorhinus van Krasiejów, die duidelijk een phytosauriër is. Omdat verder de Feuerbacher Heide Schilfsandstein, waaruit Zanclodon arenaceus werd verzameld, en Krasiejów soorten van Metoposaurus delen, is het mogelijk dat ze ook dezelfde soort Phytosaurus delen. Ze waren het erover eens dat vanwege de zeer fragmentarische aard van het Zanclodon arenaceus holotype, Paleorhinus uit Krasiejów er niet aan kan worden toegewezen, en dus gebruikten ze voorlopig de aanduiding Paleorhinus cf. arena voor de Paleorhinus van Krasiejów.

### Andere soorten
Door de jaren heen zijn verschillende soorten Paleorhinus genoemd. De soorten die niet langer tot Paleorhinus worden gerekend, zijn samengevat in onderstaande lijst:
- Ebrachosuchus neukami Kuhn, 1936 - Hunt en Lucas (1991) hebben de soort opnieuw toegewezen als Paleorhinus neukami. Latere onderzoeken accepteerden deze verwijzing. Meer recentelijk bleek uit fylogenetische analyse dat Ebrachosuchus neukami nauwer verwant was aan Phytosauridae dan aan Paleorhinus en dus werd het geslacht Ebrachosuchus opnieuw als geldig beschouwd.
- Francosuchus broilii en Francosuchus latus Kuhn, 1933 - Gregory (1962) en Wastphal (1976) verwezen deze soorten, evenals Ebrachosuchus neukami en Paleorhinus angustifrons naar Paleorhinus subgenus Francosuchus, terwijl Chatterjee (1978) de vier soorten in Francosuchus in een andere onderfamilie plaatste. Hunt en Lucas (1991) beschouwden deze soorten als synoniem aan Paleorhinus neukami. Meer recentelijk werden Francosuchus broilii en Francosuchus latus beschouwd als nomina dubia.
- Francosuchus trauthi Huene, 1939 - Francosuchus trauthi werd synoniem met Paleorhinus, maar een herbeschrijving van de soort door Butler (2013) vond geen bewijs om de synonymie te ondersteunen, of zelfs een phytosaurische identificatie. Hoewel het uitsluitend gebaseerd is op een fragment van het rostrum, bleek Francosuchus trauthi een unieke combinatie van kenmerken te bezitten die het onderscheidt van alle andere tetrapoden uit het Trias. Zo werd het opnieuw toegewezen aan het nieuwe geslacht Dolerosaurus, nu verwezen naar een Tetrapoda incertae sedis.
- Paleorhinus magnoculus Dutuit, 1977b - Long en Murry (1995) hebben deze soort opnieuw toegewezen aan het nieuwe geslacht Arganarhinus. Hoewel verschillende studies het terug naar Paleorhinus hebben toegewezen, zijn recentere studies het niet eens met deze verwijzing. Kammerer et al. (2016) beschouwden Paleorhinus magnoculus als een soort van Parasuchus, naast Paleorhinus hislopi, Paleorhinus bransoni en Paleorhinus angustifrons.
- Paleorhinus parvus Mehl, 1928 - Hunt en Lucas (1991) beschouwden deze soort als synoniem voor Paleorhinus bransoni, terwijl Stocker en Butler (2013) suggereerden dat Paleorhinus parvus niet te verwijzen is naar Paleorhinus.
- Paleorhinus sawini Long en Murry, 1995 - sommige studies beschouwden deze soort als synoniem met Paleorhinus bransoni, hoewel recente fylogenetische analyses van phytosauriërs op soortniveau suggereren dat deze soort nauwer verwant is aan Phytosauridae dan aan Paleorhinus bransoni en dus niet kan worden verwezen naar Paleorhinus.
- Paleorhinus scurriensis Langston, 1949 - Hunt en Lucas (1991) beschouwden deze soort als synoniem met Paleorhinus bransoni, hoewel recente fylogenetische analyses van phytosauriërs op soortniveau suggereren dat deze soort basaal is voor de clade gevormd door Paleorhinus bransoni en de Phytosauridae, en dus niet naar Paleorhinus kan worden verwezen. Deze soort werd door Stocker (2013) toegewezen aan zijn eigen geslacht Wannia, en vertegenwoordigt de meest basale bekende phytosauriër.
- Parasuchus hislopi Lydekker, 1885 - Parasuchus hislopi was gebaseerd op een chimaera van zijn syntype-materiaal - een rhynchosauride basicranium gemengd met een gedeeltelijke phytosauride snuit, schubben en enkele tanden. Friedrich von Huene (1940) identificeerde het basicranium als behorend tot Paradapedon huxleyi (nu bekend als Hyperodapedon huxleyi), dus wees hij het phytosauride materiaal toe aan een nieuw genoemde soort 'aff'. Brachysuchus maleriensis. Later wees Edwin Harris Colbert (1958) al het Indiase parasuchide materiaal aan als Phytosaurus maleriensis. Gregory (1962) accepteerde dit voorstel. Sankar Chatterjee (1978), die veel complete overblijfselen van de Indiase parasuchide beschreef, toonde aan dat het niet kan worden toegeschreven aan Brachysuchus (die nauw verwant is aan of synoniem is met Angistorhinus), noch aan Phytosaurus (een twijfelachtige naam, waarschijnlijk het oudste synoniem van Nicrosaurus). Hij merkte op dat, aangezien het rhynchosauride basicranium het holotype van Parasuchus hislopi, noch het lectotype van Paradapedon huxleyi is, het ongeldig beschouwen van Parasuchus hislopi moet worden vermeden. Desalniettemin beschouwden Hunt en Lucas (1991) de soort als een nomen dubium en creëerden voorlopig de soortnaam Paleorhinus hislopi voor de identificeerbare phytosauriër-specimina uit de Lower Maleri-formatie, en stelden dat de Indiase soort kan worden onderscheiden van andere Paleorhinus-soorten. Om nog meer verwarring te voorkomen, werd het niet-diagnostische holotype van Parasuchus hislopi vervangen door een neotype met goedkeuring van de ICZN (Opinion 2045) na een verzoek van Chatterjee (2001). Als gevolg daarvan verwezen de meeste latere studies alle Paleorhinus-soorten naar Parasuchus in overeenstemming met de regels van de ICZN, terwijl andere Parasuchus hislopi bleven verwijzen naar Paleorhinus. In het licht van de complexe taxonomische geschiedenis van Paleorhinus, beschouwden studies vanaf 2013 de synonymie tussen de geslachten als voorbarig. Latere studies voerden echter aan dat Paleorhinus bransoni en Paleorhinus angustifrons een sterk ondersteunde clade vormden met Parasuchus hislopi. Deze clade zou de naam Parasuchus ontvangen onder ICZN-regels, formeel synoniem aan de twee geslachten in deze beperktere zin.
- Promystriosuchus ehlersi Case, 1922 - Gregory (1962) en Hunt en Lucas (1991) verwezen dit taxon naar Paleorhinus op geslachtsniveau, en beschouwden het als een nomen dubium op soortniveau, vanwege de slechte preservering van het holotype en enig bekende exemplaar. Stocker en Butler (2013) suggereerden dat Promystriosuchus ehlersi mogelijk niet verwijst naar Paleorhinus en verwezen het naar Phytosauria incertae sedis.